# Udvar (Ungarn)
Udvar (kroatisch Dvor) ist eine ungarische Gemeinde im Kreis Mohács im Komitat Baranya. Sie liegt zehn Kilometer südlich von Mohács unmittelbar an der Grenze zu Kroatien.

## Geschichte
Der Ort wurde bereits 1448 unter dem Namen Udwarth schriftlich erwähnt.

## Sehenswürdigkeiten
- Römisch-katholische Kirche Szűz Mária bemutatása, erbaut 1796

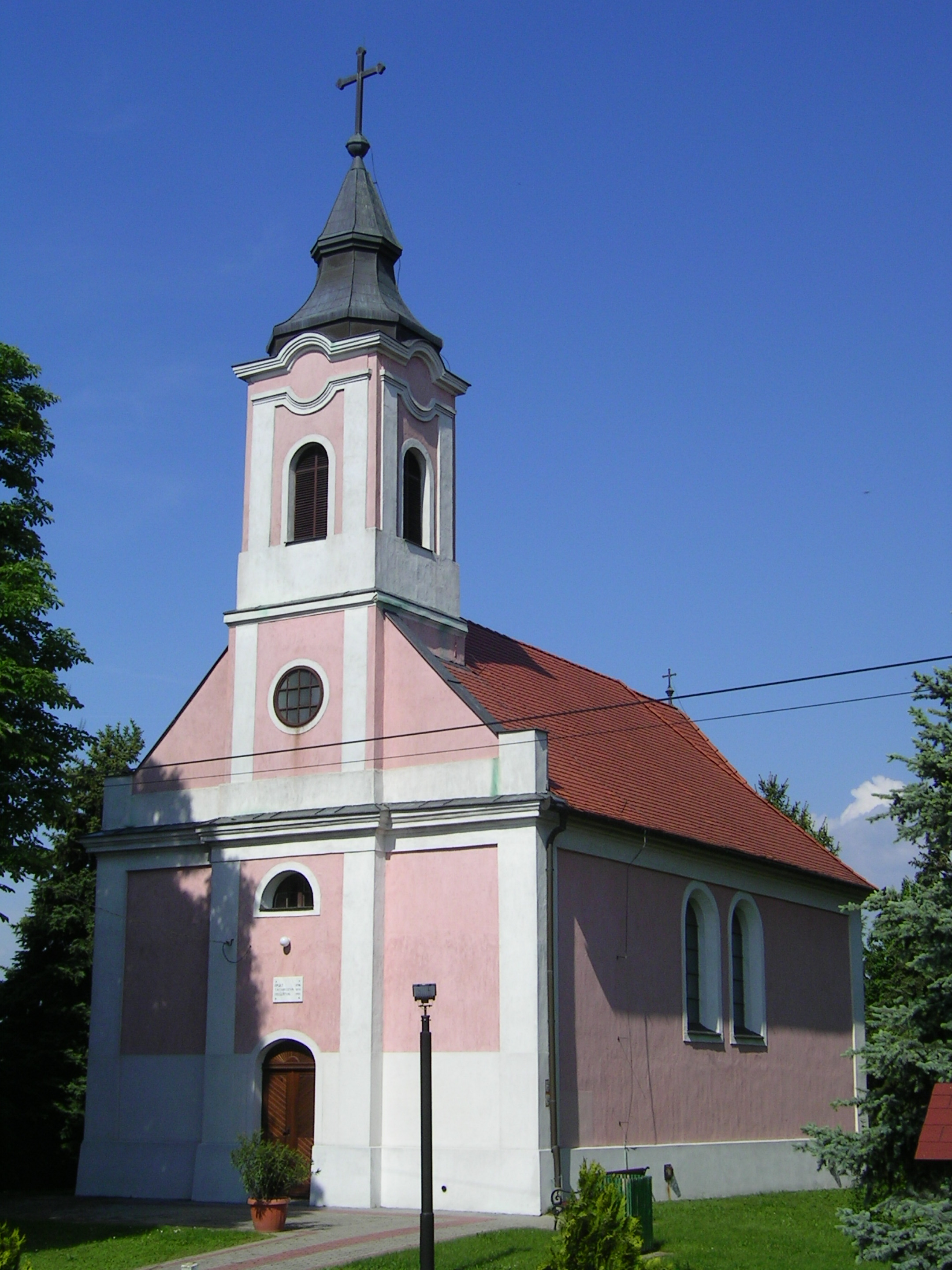
Römisch-katholische Kirche Szűz Mária bemutatása in Udvar

## Verkehr
Durch Udvar verläuft die Hauptstraße Nr. 56. Der nächstgelegene Bahnhof befindet sich in Mohács.